# Mondsee (sø)
 For alternative betydninger, se Mondsee. (Se også artikler, som begynder med Mondsee)
Mondsee er en sø i Salzkammergut i Østrig i forbundslandet Oberösterreich. Søens sydvestbred udgør grænsen mellem Oberösterreich og forbundslandet Salzburg, ligesom der er en geologisk grænse mellem Nordlige Kalkalper og sandstenszonen. Klippevæggen Drachenwand rejser sig fra sydvestbreden af søen.
Mondsee indgår i en kæde af søer, hvor vandet fra søerne Fuschlsee og Irrsee flyder til Mondsee og derfra gennem den 4 km lange Seeache til Attersee, der er Østrigs største sø. Vandet fra Attersee har afløb gennem floden Ager, som flyder videre i Traun, der siden munder ud i Donau ved Linz.
Med en længde på 11 km og en bredde på maksimalt 1,5 km har Mondsee et samlet areal på 14,2 km².
I 1864 fandt man ved Mondsee rester af pælebyggeri fra den yngre stenalder. Kulturen er opkaldt efter søen og kaldes Mondseekultur.

## Navnets opståen
Ifølge et sagn stammer navnet fra historien om Hertug Odilo af Bayern, der om natten red op ad Drachenwand fra bagsiden af klippen, og som først – lige inden han styrtede ud over kanten – opdagede månen, der spejlede sig i søen. Således siger sagnet, men realiteten er, at søen ikke sit navn efter månen, men efter "Mansees", der er en gammel adelsslægt.

Navnet er siden blevet til Mondsee.